# Ливек
Ливек (словен. Livek) — мале поселення в общині Кобарид, Регіон Горишка, Словенія. Висота над рівнем моря: 693,7 м.